# Muzyka (miesięcznik)
Muzyka – miesięcznik muzyczny wydawany w latach 1924-1937.
Prócz artykułów w formie esejów obejmował przegląd polskiej i zagranicznej prasy muzycznej, recenzje koncertów, materiały dotyczące kompozytorów, a także dodatki nutowe. Przez cały okres działalności funkcję redaktora naczelnego sprawował Mateusz Gliński.